# Семьон Лавров
Семьон Александрович Лавров (на руски: Семён Александрович Лавров) е руски офицер, войскови старшина. Участник в Руско-турската война (1877-1878).

## Биография
Семьон Лавров е роден в станица Крмаковска, Област на Донската войска, в семейството на потомствен казашки дворянин. Ориентира се към военното поприще според казашката традиция. Завършва курс в Михайловския воронежки корпус с назначение последователно в Донския казашки учебен полк и два полеви казашки полка (1863 – 1869). Повишен е във военно звание сотник (1869). Повишен е във военно звание есаул и е командирован последователно в 18-и Донски казашки полк и 23-ти Донски казашки полк (1875-1876).
Участва в Руско-турската война (1877-1878). Командир е на
6-а сотня от 23-ти Донски казашки полк. Проявява се при форсирането на река Дунав при Зимнич-Свищов и е повишен във военно звание войскови старшина. Проявява се при превземането на Ловеч на 5 юли 1877 г. и е награден с орден „Света Ана“ III степен с мечове и бант. Командир на Ловешкия руски гарнизон 6-11 юли 1877 г. Участва в зимното преминаване на Стара планина. За отличие при преминаването на Шипченския проход е награден с орден „Свети Станислав“ II степен с мечове.
След войната се демобилизира от армията поради заболяване. Завещава поземлен участък на Донския кадетски казашки корпус. Участъкът е продаден след смъртта му и с приходите от 22 485 рубли и 85 копейки са учредени две именни стипендии „Войскови старшина Лавров“ (1890). Ежегодно се връчват на отличили се кадети при производството им в първо офицерско звание.
Умира през 1886 г.